# Hans Heimerl
Hans Heimerl (* 19. April 1930 in Eger) ist ein deutscher Politiker (SPD). Er war von 1974 bis 1991 Abgeordneter des Hessischen Landtags.

## Ausbildung und Beruf
Hans Heimerl besuchte nach der Volks- und Bürgerschule 1944 und 1945 die Wirtschaftsoberschule. 1948 bis 1959 war er in der Bauwirtschaft tätig und 1960 bis 1963 Ortsstellenleiter des BSV. Seit 1963 war er Geschäftsführer der Baugesellschaft Hanau. 1970 bis 1973 absolvierte er in Abendkursen ein betriebswirtschaftliches Studium.

## Politik
Hans Heimerl war seit 1953 Mitglied der SPD und stellvertretender Kreisvorsitzender im Main-Kinzig-Kreis. 
Von 1956 bis 1968 war er Stadtverordneter in Hanau, 1974 bis 1979 als Kreistagsabgeordneter tätig.
Vom 1. Dezember 1974 bis zum 4. April 1991 war Heimerl Mitglied des hessischen Landtags. Bei der Landtagswahl in Hessen 1983 wurde er im Wahlkreis Main-Kinzig I und ansonsten über die SPD-Landesliste gewählt.